# Rio Claro (Trinidad en Tobago)
Rio Claro is een plaats in Trinidad en Tobago en is de hoofdplaats van de regio Rio Claro - Mayaro.
Rio Claro telt naar schatting 3000 inwoners.

## Galerie

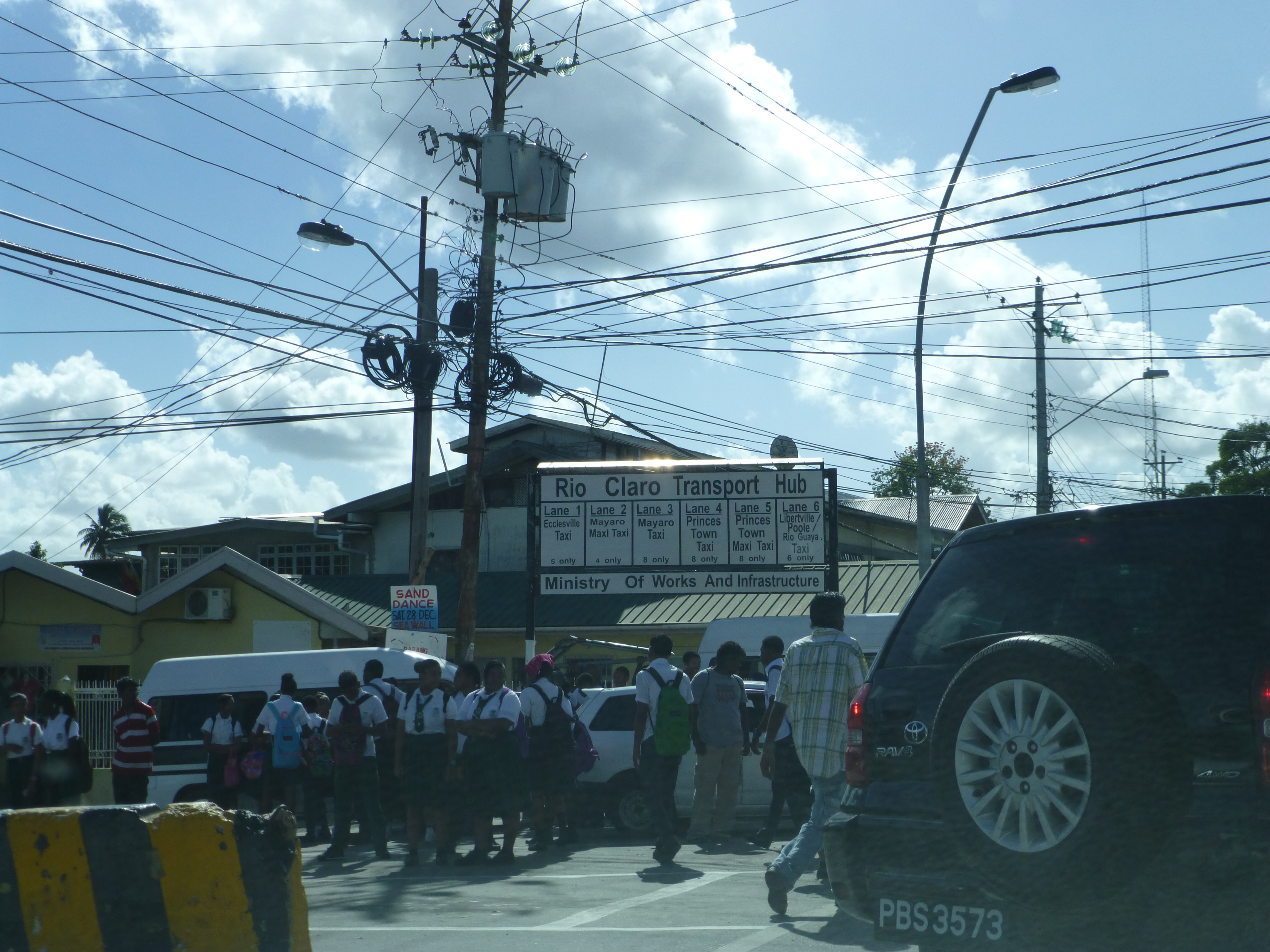
Maxi station
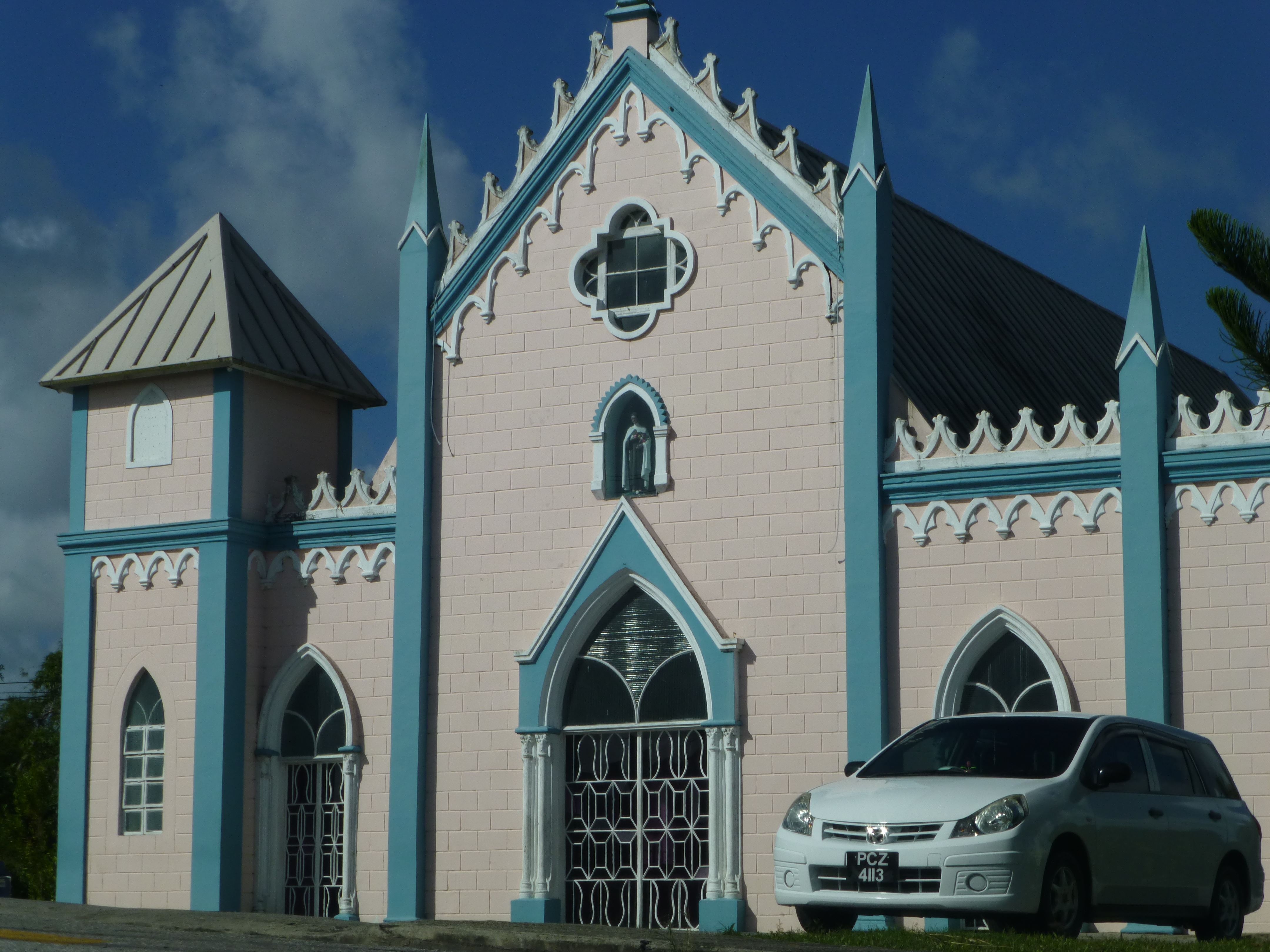
St. Theresa's RC kerk